# Portet-de-Luchon
Pour les articles homonymes, voir Portet.
Portet-de-Luchon est une commune française située dans le sud-ouest du département de la Haute-Garonne en région Occitanie.
Sur le plan historique et culturel, la commune est dans le pays de Comminges, correspondant à l’ancien comté de Comminges, circonscription de la province de Gascogne située sur les départements actuels du Gers, de la Haute-Garonne, des Hautes-Pyrénées et de l'Ariège. Exposée à un climat de montagne, elle est drainée par le Portet et par divers autres petits cours d'eau. La commune possède un patrimoine naturel remarquable composé de six zones naturelles d'intérêt écologique, faunistique et floristique. 
Ses habitants sont appelés les Portetois.
Portet-de-Luchon est une commune rurale qui compte 38 habitants en 2022, après avoir connu un pic de population de 181 habitants en 1846..

## Géographie

### Localisation
La commune de Portet-de-Luchon se trouve dans le département de la Haute-Garonne, en région Occitanie.
Elle se situe à 117 km à vol d'oiseau de Toulouse, préfecture du département, à 38 km de Saint-Gaudens, sous-préfecture, et à 9 km de Bagnères-de-Luchon, bureau centralisateur du canton de Bagnères-de-Luchon dont dépend la commune depuis 2015 pour les élections départementales.
La commune fait en outre partie du bassin de vie de Bagnères-de-Luchon.
Les communes les plus proches sont : 
Jurvielle (0,5 km), Poubeau (0,9 km), Cathervielle (1,6 km), Gouaux-de-Larboust (2,1 km), Oô (2,4 km), Garin (2,5 km), Billière (3,3 km), Cazeaux-de-Larboust (3,7 km).
Sur le plan historique et culturel, Portet-de-Luchon fait partie du pays de Comminges, correspondant à l’ancien comté de Comminges, circonscription de la province de Gascogne située sur les départements actuels du Gers, de la Haute-Garonne, des Hautes-Pyrénées et de l'Ariège.
Portet-de-Luchon est limitrophe de cinq autres communes, dont deux dans le département des Hautes-Pyrénées.
Les communes limitrophes sont  Garin, Jurvielle, Loudervielle, Mont et Poubeau.
|                                | Jurvielle        |         |
| Mont (Hautes-Pyrénées)         | Portet-de-Luchon | Poubeau |
| Loudervielle (Hautes-Pyrénées) | Garin            |         |

### Hydrographie

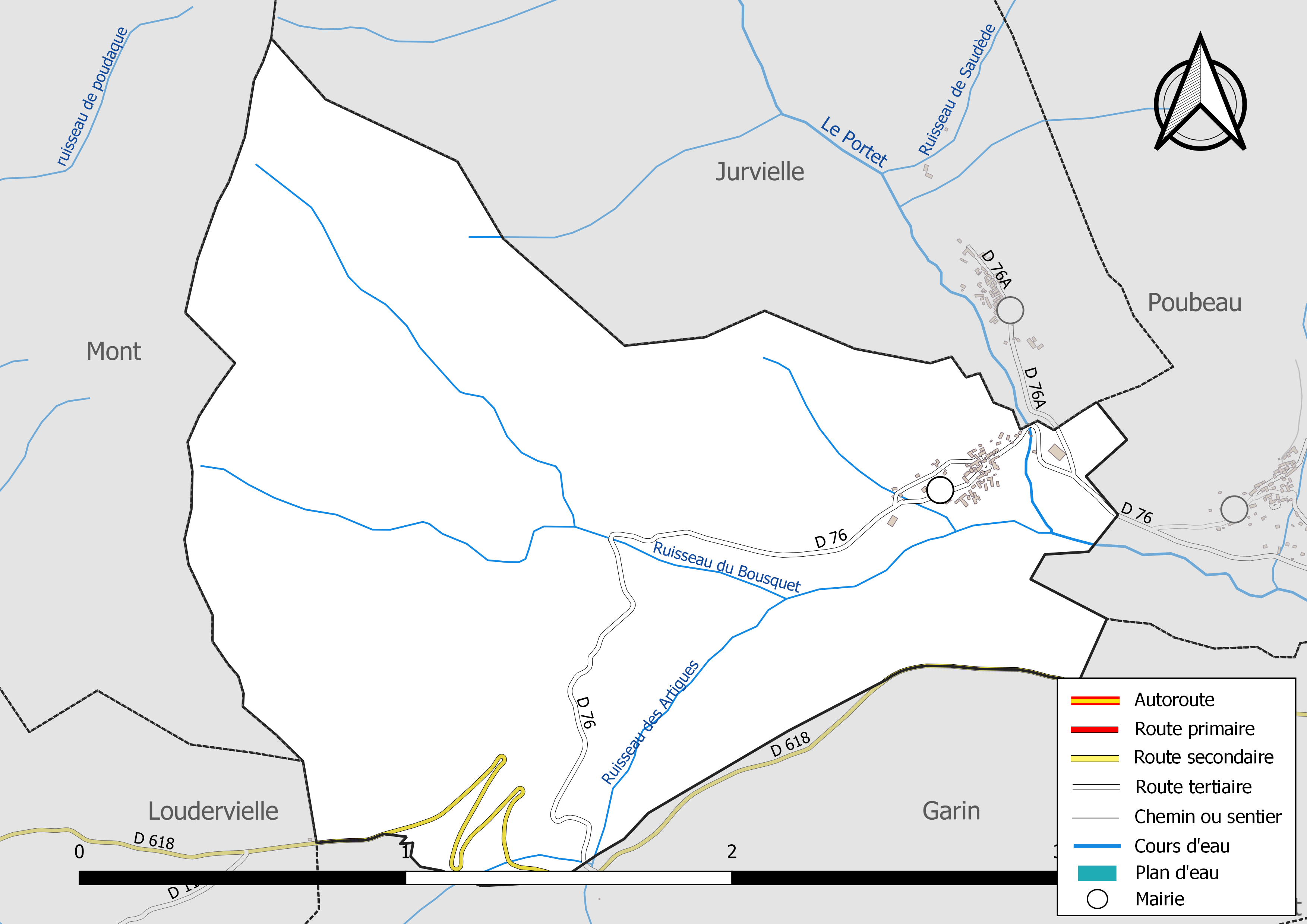
Réseaux hydrographique et routier de Portet-de-Luchon.

La commune est dans le bassin de la Garonne, au sein du bassin hydrographique Adour-Garonne. Elle est drainée par le Portet, le ruisseau des Artigues, le ruisseau du Bousquet et par divers petits cours d'eau, constituant un réseau hydrographique de 7 km de longueur totale,.

### Climat
Pour des articles plus généraux, voir Climat de l'Occitanie et Climat de la Haute-Garonne.
En 2010, le climat de la commune est de type climat de montagne, selon une étude s'appuyant sur une série de données couvrant la période 1971-2000. En 2020, Météo-France publie une typologie des climats de la France métropolitaine dans laquelle la commune est exposée à un climat de montagne ou de marges de montagne et est dans la région climatique Pyrénées centrales, caractérisée par une pluviométrie annuelle de 1 000 à 1 200 mm.
Pour la période 1971-2000, la température annuelle moyenne est de 7,9 °C, avec une amplitude thermique annuelle de 14,2 °C. Le cumul annuel moyen de précipitations est de 1 111 mm, avec 9,8 jours de précipitations en janvier et 8,7 jours en juillet. Pour la période 1991-2020, la température moyenne annuelle observée sur la station météorologique la plus proche, située sur la commune de Bagnères-de-Luchon à 9 km à vol d'oiseau, est de 11,5 °C et le cumul annuel moyen de précipitations est de 940,5 mm,. Pour l'avenir, les paramètres climatiques de la commune estimés pour 2050 selon différents scénarios d’émission de gaz à effet de serre sont consultables sur un site dédié publié par Météo-France en novembre 2022.

### Milieux naturels et biodiversité

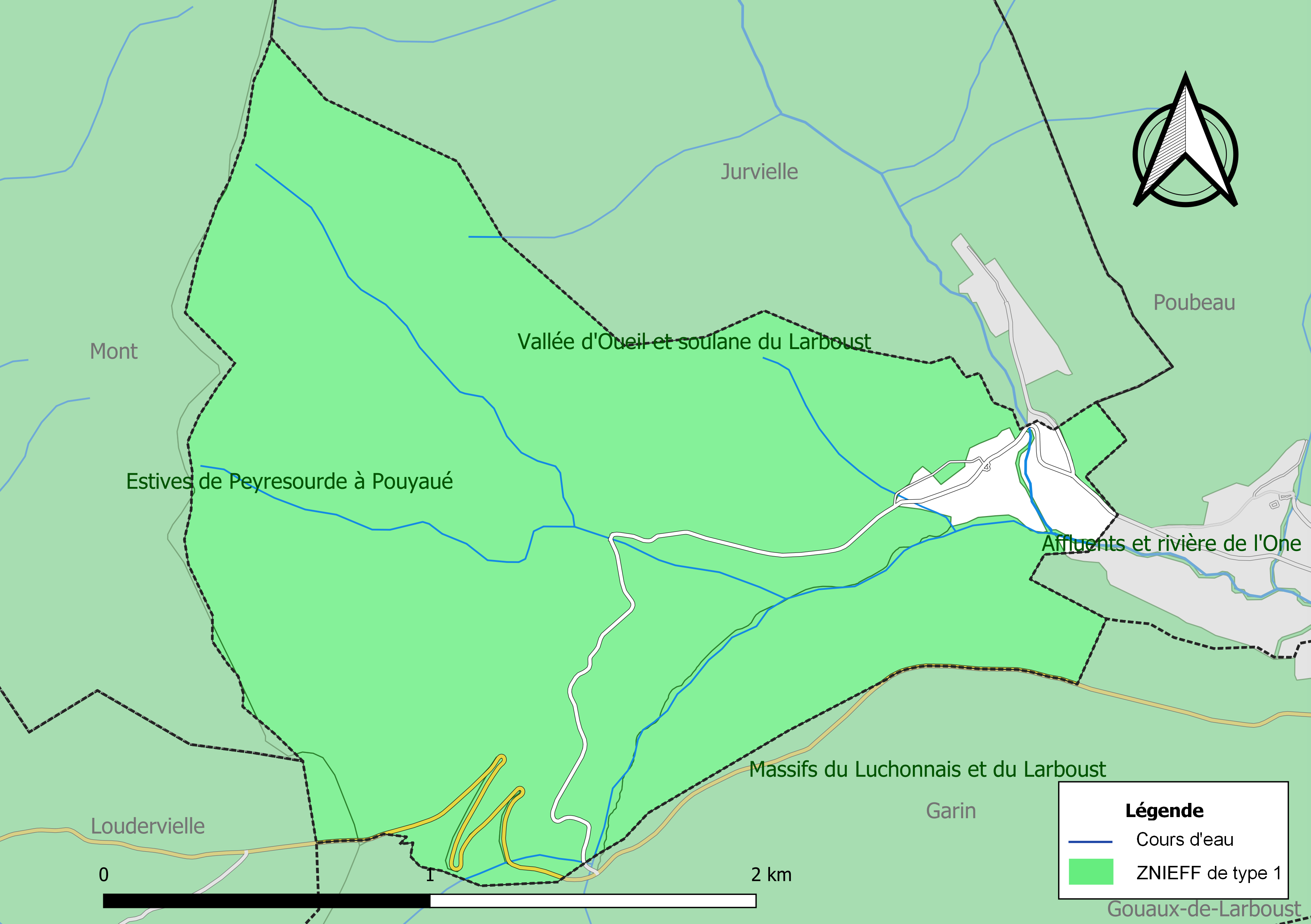
Carte des ZNIEFF de type 1 localisées sur la commune.

L’inventaire des zones naturelles d'intérêt écologique, faunistique et floristique (ZNIEFF) a pour objectif de réaliser une couverture des zones les plus intéressantes sur le plan écologique, essentiellement dans la perspective d’améliorer la connaissance du patrimoine naturel national et de fournir aux différents décideurs un outil d’aide à la prise en compte de l’environnement dans l’aménagement du territoire.
Quatre ZNIEFF de type 1 sont recensées sur la commune :
- les « affluents et rivière de l'One » (61 ha), couvrant 12 communes du département[16] ;
- les « estives de Peyresourde à Pouyaué » (1 049 ha), couvrant 7 communes dont trois dans la Haute-Garonne et quatre dans les Hautes-Pyrénées[17] ;
- les « massifs du Luchonnais et du Larboust » (16 267 ha), couvrant 13 communes dont dix dans la Haute-Garonne et trois dans les Hautes-Pyrénées[18] ;
- la « vallée d'Oueil et soulane du Larboust » (6 150 ha), couvrant 27 communes dont 21 dans la Haute-Garonne et six dans les Hautes-Pyrénées[19] ;

et deux ZNIEFF de type 2, : 
- la « Haute montagne en Haute-Garonne » (33 294 ha), couvrant 49 communes dont 41 dans la Haute-Garonne et huit dans les Hautes-Pyrénées[20] ;
- la « vallée du Louron » (16 472 ha), couvrant 30 communes dont six dans la Haute-Garonne et 24 dans les Hautes-Pyrénées[21].

## Urbanisme

### Typologie
Au 1er janvier 2024, Portet-de-Luchon est catégorisée commune rurale à habitat très dispersé, selon la nouvelle grille communale de densité à sept niveaux définie par l'Insee en 2022.
Elle est située hors unité urbaine et hors attraction des villes,.

### Occupation des sols
L'occupation des sols de la commune, telle qu'elle ressort de la base de données européenne d’occupation biophysique des sols Corine Land Cover (CLC), est marquée par l'importance des forêts et milieux semi-naturels (69,8 % en 2018), en diminution par rapport à 1990 (73,3 %). La répartition détaillée en 2018 est la suivante : 
milieux à végétation arbustive et/ou herbacée (69,8 %), prairies (30,2 %). L'évolution de l’occupation des sols de la commune et de ses infrastructures peut être observée sur les différentes représentations cartographiques du territoire : la carte de Cassini (XVIIIe siècle), la carte d'état-major (1820-1866) et les cartes ou photos aériennes de l'IGN pour la période actuelle (1950 à aujourd'hui).

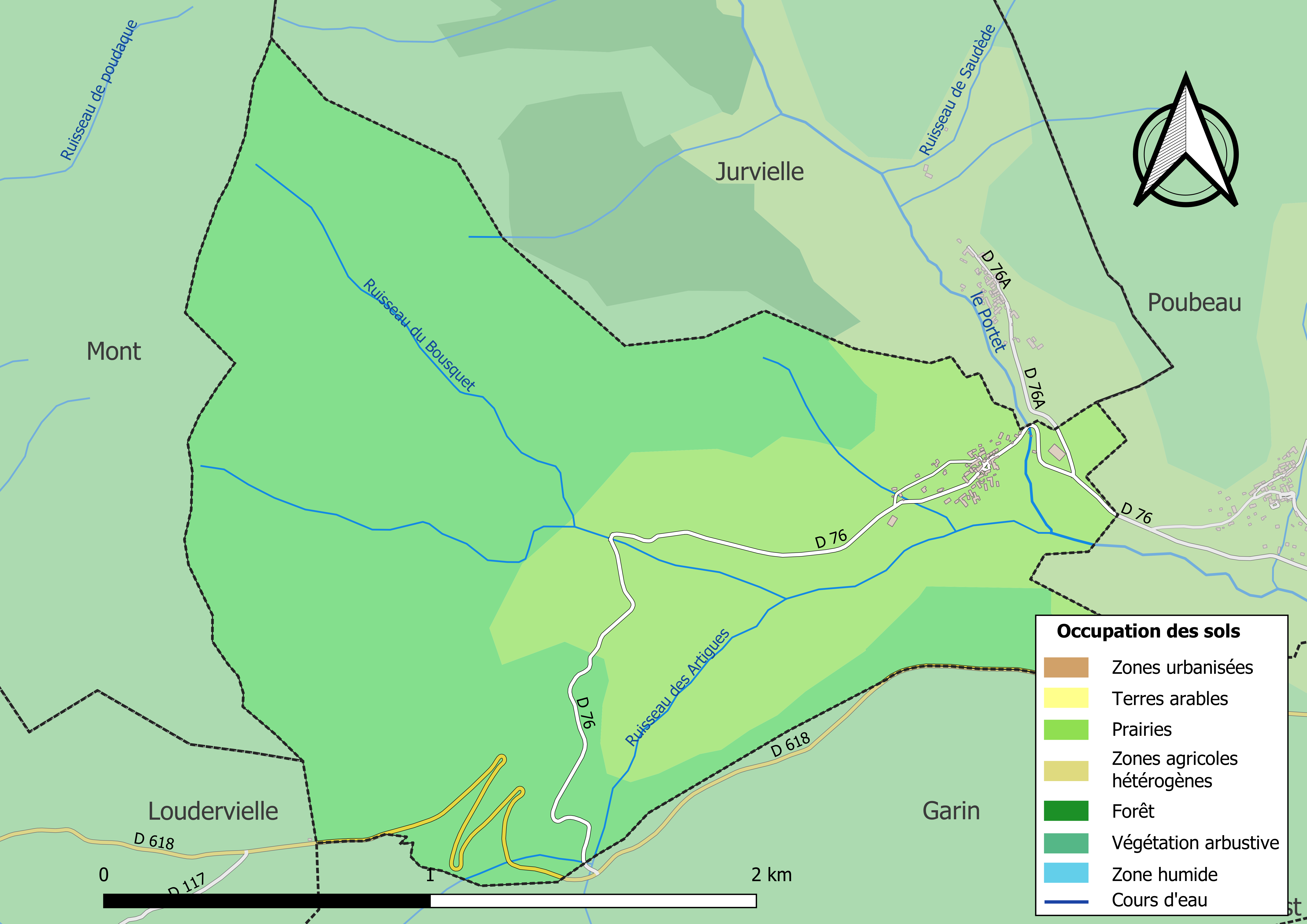
Carte des infrastructures et de l'occupation des sols de la commune en 2018 (CLC).

### Risques majeurs
Le territoire de la commune de Portet-de-Luchon est vulnérable à différents aléas naturels : météorologiques (tempête, orage, neige, grand froid, canicule ou sécheresse), feux de forêts, avalanche  et séisme (sismicité moyenne). Il est également exposé à un risque particulier : le risque de radon. Un site publié par le BRGM permet d'évaluer simplement et rapidement les risques d'un bien localisé soit par son adresse soit par le numéro de sa parcelle.

#### Risques naturels
Un plan départemental de protection des forêts contre les incendies a été approuvé par arrêté préfectoral du 25 septembre 2006. Portet-de-Luchon est exposée au risque de feu de forêt du fait de la présence sur son territoire du massif des Pyrénées. Il est ainsi défendu aux propriétaires de la commune et à leurs ayants droit de porter ou d’allumer du feu dans l'intérieur et à une distance de 200 mètres des bois, forêts, plantations, reboisements ainsi que des landes. L’écobuage est également interdit, ainsi que les feux de type méchouis et barbecues, à l’exception de ceux prévus dans des installations fixes (non situées sous couvert d'arbres) constituant une dépendance d'habitation,

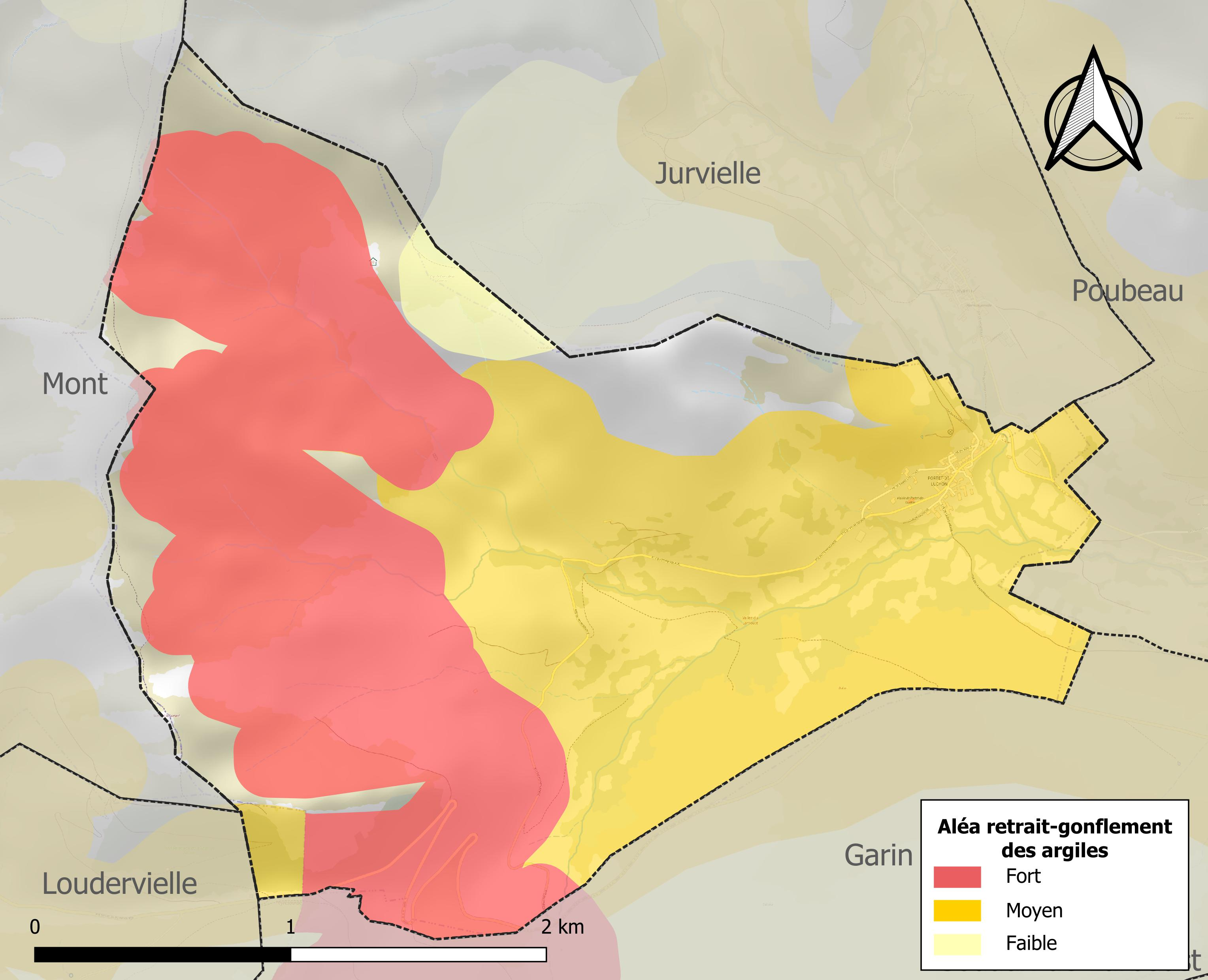
Carte des zones d'aléa retrait-gonflement des sols argileux de Portet-de-Luchon.

Le retrait-gonflement des sols argileux est susceptible d'engendrer des dommages importants aux bâtiments en cas d’alternance de périodes de sécheresse et de pluie. 85,2 % de la superficie communale est en aléa moyen ou fort (88,8 % au niveau départemental et 48,5 % au niveau national). Sur les 38 bâtiments dénombrés sur la commune en 2019, 38 sont en aléa moyen ou fort, soit 100 %, à comparer aux 98 % au niveau départemental et 54 % au niveau national. Une cartographie de l'exposition du territoire national au retrait gonflement des sols argileux est disponible sur le site du BRGM,.
Par ailleurs, afin de mieux appréhender le risque d’affaissement de terrain, l'inventaire national des cavités souterraines permet de localiser celles situées sur la commune.
Concernant les mouvements de terrains, la commune a été reconnue en état de catastrophe naturelle au titre des dommages causés par des mouvements de terrain en 1999.

#### Risque particulier
Dans plusieurs parties du territoire national, le radon, accumulé dans certains logements ou autres locaux, peut constituer une source significative d’exposition de la population aux rayonnements ionisants. Certaines communes du département sont concernées par le risque radon à un niveau plus ou moins élevé. Selon la classification de 2018, la commune de Portet-de-Luchon est classée en zone 2, à savoir zone à potentiel radon faible mais sur lesquelles des facteurs géologiques particuliers peuvent faciliter le transfert du radon vers les bâtiments.

## Histoire
Monographie de la commune de Portet-de-Luchon, datée du 1er juin 1886 :
« D'après certains écrits, la vallée du Larboust faisait partie de la Gaule et était habitée par les Celtes. La contrée correspondante du versant méridional était habitée par les Ibères. Les Ibères peuple nomade, repoussèrent les Celtes vers le centre de la Gaule et occupèrent les vallées de Luchon. Plus tard ces vallées firent partie de l'Aquitaine ; le peuple qui occupait la vallée du Larboust prit le nom de Garumni, mot dérivé de Garonne. Quelque temps après les Liguriens vinrent aussi peupler ces hautes vallées. Ces divers peuples se faisaient toujours la guerre et vivaient sans ordre et sans discipline. Cependant certaines tribus comprenant l'utilité des règlements étaient parvenues à se réunir et à confier l'autorité à des magistrats. Ces représentants des tribus prenaient le nom de Décuriones, ils formaient leur curio, pouvoir administratif qui offre beaucoup de ressemblance avec le conseil actuel de nos communes.
Sous la domination romaine, une grande prospérité se fit sentir dans ces vallées. Pompée ayant soumis l'Espagne, passa dans les vallées de Luchon et les réunit en une seule tribu connue sous le nom de Convènes. Les Convènes établirent leur centre de réunion à Lugdunum aujourd'hui Saint-Bertrand-de-Comminges ; ils se confondirent avec les Garumnis et se gouvernèrent par leurs propres lois quoique soumis au grand peuple.
Sous la féodalité ces vallées appartenaient au comte de Comminges et étaient par conséquent gouvernées par lui. Les habitants réunis en divers groupes étaient entièrement assujettis à leur seigneur.
Mais sous le règne de Louis VI les paysans du Larboust, comme les paysans du nord, réclamèrent au comte de Comminges des droits et des libertés. Ils voulaient avoir le droit de se réunir et de discuter les affaires intéressant leur commune ; ils voulaient une mairie, une église avec son beffroi. Sur le refus du seigneur, les paysans se révoltèrent et le comte fut enfin obligé de leur faire quelques concessions. C'est là le premier progrès du peuple dans la voie de la liberté. Dès lors les rois accordèrent peu à peu de nombreuses concessions et les communes acquirent plus de droits, de liberté et d'influence.
Mais au XVIIIe siècle l'esprit humain déploya une remarquable activité. Le tiers-état réclamait vivement la réforme d'une organisation politique et sociale dont souffrait le pays tout entier. La nation déclara ouvertement ses vœux et ses volontés qui se résument ainsi : la liberté et l'égalité de tous les citoyens, la souveraineté du peuple, l'admissibilité de tous les citoyens aux emplois publics, la liberté de la presse, du commerce et de l'industrie. C'est sur de tels principes que la Révolution de 1789 établit les bases de notre société contemporaine. C'est depuis cette époque de rénovation que les communes possèdent les droits et les libertés dont elles jouissent aujourd'hui. »

### L'ancien presbytère (1781)

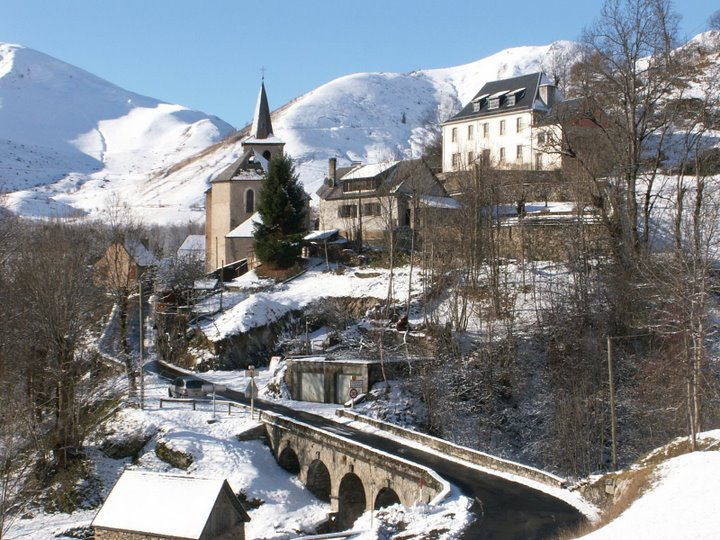
Le presbytère, en haut à droite de l'image (2008).

Le presbytère est construit sur une éminence de 1781 à 1786, pour le curé du village. En 1942, la bâtisse est transformée en auberge de jeunesse, puis abrite des réfugiés belges.
De 1965 à 1980, le presbytère est loué aux Francs et franches camarades du Tarn, qui le transforment en colonie de vacances pour une cinquantaine d'enfants et adolescents de 7 à 14 ans. Il est ensuite loué par le comité d'entreprise de la Société générale, puis laissé vacant.
En 2014, le presbytère a été reconverti en quatre logements sociaux.

## Politique et administration
| Période                                  | Période  | Identité           | Étiquette | Qualité  |
| ---------------------------------------- | -------- | ------------------ | --------- | -------- |
| Les données manquantes sont à compléter. |          |                    |           |          |
|                                          |          |                    |           |          |
| mars 2001 (réélu en mars 2014)           | mai 2016 | Léon Peyré         | PS        | Retraité |
| mai 2016                                 | mai 2020 | Anne Delpech-Soye  |           |          |
| 2020                                     | En cours | Bernadette Chevrel |           |          |

Commune faisant partie de la huitième circonscription de la Haute-Garonne.

## Population et société

### Démographie
L'évolution du nombre d'habitants est connue à travers les recensements de la population effectués dans la commune depuis 1793. Pour les communes de moins de 10 000 habitants, une enquête de recensement portant sur toute la population est réalisée tous les cinq ans, les populations de référence des années intermédiaires étant quant à elles estimées par interpolation ou extrapolation. Pour la commune, le premier recensement exhaustif entrant dans le cadre du nouveau dispositif a été réalisé en 2008.

En 2022, la commune comptait 38 habitants, en évolution de −5 % par rapport à 2016 (Haute-Garonne : +8,02 %, France hors Mayotte : +2,11 %).
| 1793 | 1800 | 1806 | 1821 | 1831 | 1836 | 1841 | 1846 | 1851 |
| ---- | ---- | ---- | ---- | ---- | ---- | ---- | ---- | ---- |
| 168  | 150  | 151  | 112  | 149  | 149  | 164  | 181  | 164  |

| 1856 | 1861 | 1866 | 1872 | 1876 | 1881 | 1886 | 1891 | 1896 |
| ---- | ---- | ---- | ---- | ---- | ---- | ---- | ---- | ---- |
| 142  | 149  | 137  | 139  | 135  | 128  | 121  | 133  | 128  |

| 1901 | 1906 | 1911 | 1921 | 1926 | 1931 | 1936 | 1946 | 1954 |
| ---- | ---- | ---- | ---- | ---- | ---- | ---- | ---- | ---- |
| 109  | 121  | 100  | 72   | 63   | 71   | 66   | 80   | 63   |

| 1962 | 1968 | 1975 | 1982 | 1990 | 1999 | 2006 | 2008 | 2013 |
| ---- | ---- | ---- | ---- | ---- | ---- | ---- | ---- | ---- |
| 64   | 40   | 45   | 35   | 40   | 32   | 28   | 27   | 37   |

| 2018 | 2022 | - | - | - | - | - | - | - |
| ---- | ---- | - | - | - | - | - | - | - |
| 38   | 38   | - | - | - | - | - | - | - |

### Enseignement

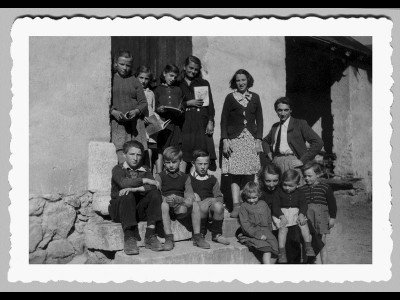
Groupe d'élèves sur le perron de l'école en 1949.

L'école du village a fermé ses portes vers les années 1960 faute d'effectif suffisant. Les enfants sont d'abord allés à l'école du village voisin, ensuite il n'y en eut plus aucun. Lorsque quelques enfants ont à nouveau fait leur apparition dans le village, on a pensé pouvoir rouvrir l'école mais le phénomène n'était pas durable. Un regroupement pédagogique intercommunal a vu le jour dans la vallée du Larboust. Grâce à lui, deux communes ont pu préserver leur école. Il compte aujourd'hui trois classes, dont une maternelle, et une cinquantaine d'élèves. Son avenir est incertain car l'effectif est voisin du seuil minimum de fermeture d'une classe.

## Économie

### Emploi
|                | 2008  | 2013  | 2018  |
| -------------- | ----- | ----- | ----- |
| Commune        | 0 %   | 9,5 % | 5,6 % |
| Département    | 7,7 % | 9,6 % | 9,3 % |
| France entière | 8,3 % | 10 %  | 10 %  |

En 2018, la population âgée de 15 à 64 ans s'élève à 18 personnes, parmi lesquelles on compte 83,3 % d'actifs (77,8 % ayant un emploi et 5,6 % de chômeurs) et 16,7 % d'inactifs,. Depuis 2008, le taux de chômage communal (au sens du recensement) des 15-64 ans est inférieur à celui de la France et du département.
La commune est hors attraction des villes,. Elle compte 3 emplois en 2018, contre 5 en 2013 et 8 en 2008. Le nombre d'actifs ayant un emploi résidant dans la commune est de 14, soit un indicateur de concentration d'emploi de 20,7 % et un taux d'activité parmi les 15 ans ou plus de 46,9 %.
Sur ces 14 actifs de 15 ans ou plus ayant un emploi, 2 travaillent dans la commune, soit 14 % des habitants. Pour se rendre au travail, 78,6 % des habitants utilisent un véhicule personnel ou de fonction à quatre roues, 14,2 % s'y rendent en deux-roues, à vélo ou à pied et 7,1 % n'ont pas besoin de transport (travail au domicile).

### Activités hors agriculture

#### Secteurs d'activités
Un seul établissement relevant d’une activité hors champ de l’agriculture est implanté  à Portet-de-Luchon au 31 décembre 2019.

#### Entreprises et commerces

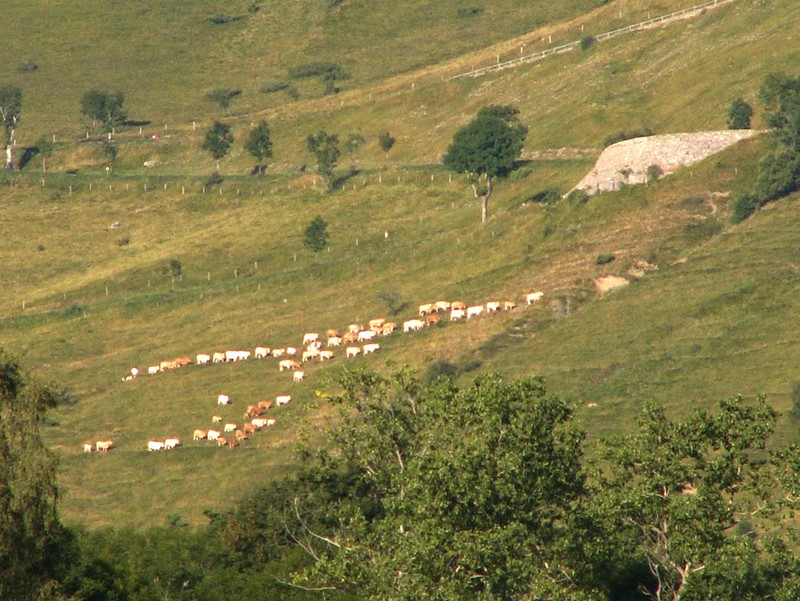
Troupeau de vaches lors de l'estive.

L'installation récente[Quand ?] d'un jeune agriculteur a permis de sauvegarder l'activité principale du village qui est le pastoralisme. Le tourisme a fait son apparition vers les années 1980 avec la transformation des granges et bâtiments d'élevage en gîtes ruraux. Aujourd'hui, l'économie du village est orientée vers ces deux secteurs. Les résidents à l'année sont en majorité des retraités, un moniteur de parapente est installé sur la commune. De nombreuses résidences secondaires font leur apparition et le village prend de l'ampleur. Afin de lui redonner vie, la municipalité en place souhaite développer les locations à l'année, il y en a trois en 2011.

### Agriculture
|               | 1988 | 2000 | 2010 | 2020 |
| ------------- | ---- | ---- | ---- | ---- |
| Exploitations | 6    | 4    | 2    | 3    |
| SAU (ha)      | 84   | 56   | 28   | 170  |

La commune est dans les « Pyrénées centrales », une petite région agricole occupant le sud du département de la Haute-Garonne, massif montagneux où s’étagent les vallées profondes, la forêt et les zones intermédiaires, les estives. En 2020, l'orientation technico-économique de l'agriculture  sur la commune est l'élevage d'ovins ou de caprins. Trois exploitations agricoles ayant leur siège dans la commune sont dénombrées lors du recensement agricole de 2020 (six en 1988). La superficie agricole utilisée est de 170 ha,,.

## Culture locale et patrimoine

### Lieux et monuments
Le chemin de la Seigue dit aussi chemin de l'estive va du village au col de Peyresourde. Ce chemin est mentionné par des panneaux situés au fond du village près de l'abreuvoir de Garlet et sur la D 76 à proximité de l'embranchement avec la route du col, on peut y pénétrer des deux côtés. Ce chemin est en fait un ancien chemin d'intérêt commun allant de Portet-de-Luchon à Arreau. Il a été récemment réhabilité du village jusqu'à l'intersection avec la D 76 par la commune de Portet. Il est aujourd'hui principalement utilisé par les agriculteurs et permet de conduire les troupeaux jusqu'à l'estive au moment de la transhumance. Accessoirement, il sert aussi de chemin de randonnée. Son parcours est ombragé et fort agréable, il longe un ruisseau et à mi-chemin on fait la rencontre surprenante avec des cabanes en bois, construites à la manière des trappeurs canadiens par un habitant du village passionné de nature.

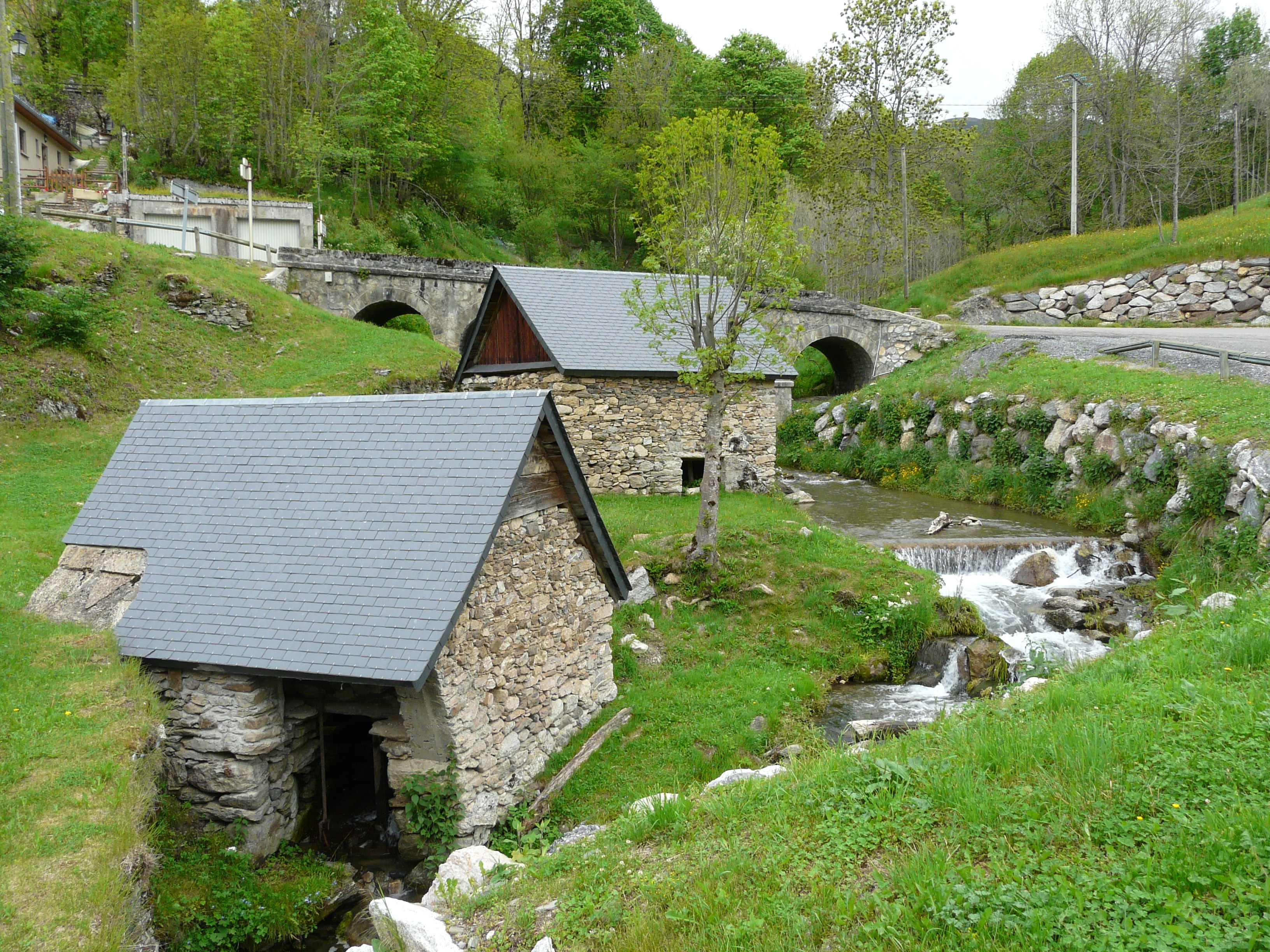
Les deux moulins au bord du ruisseau de Labach.

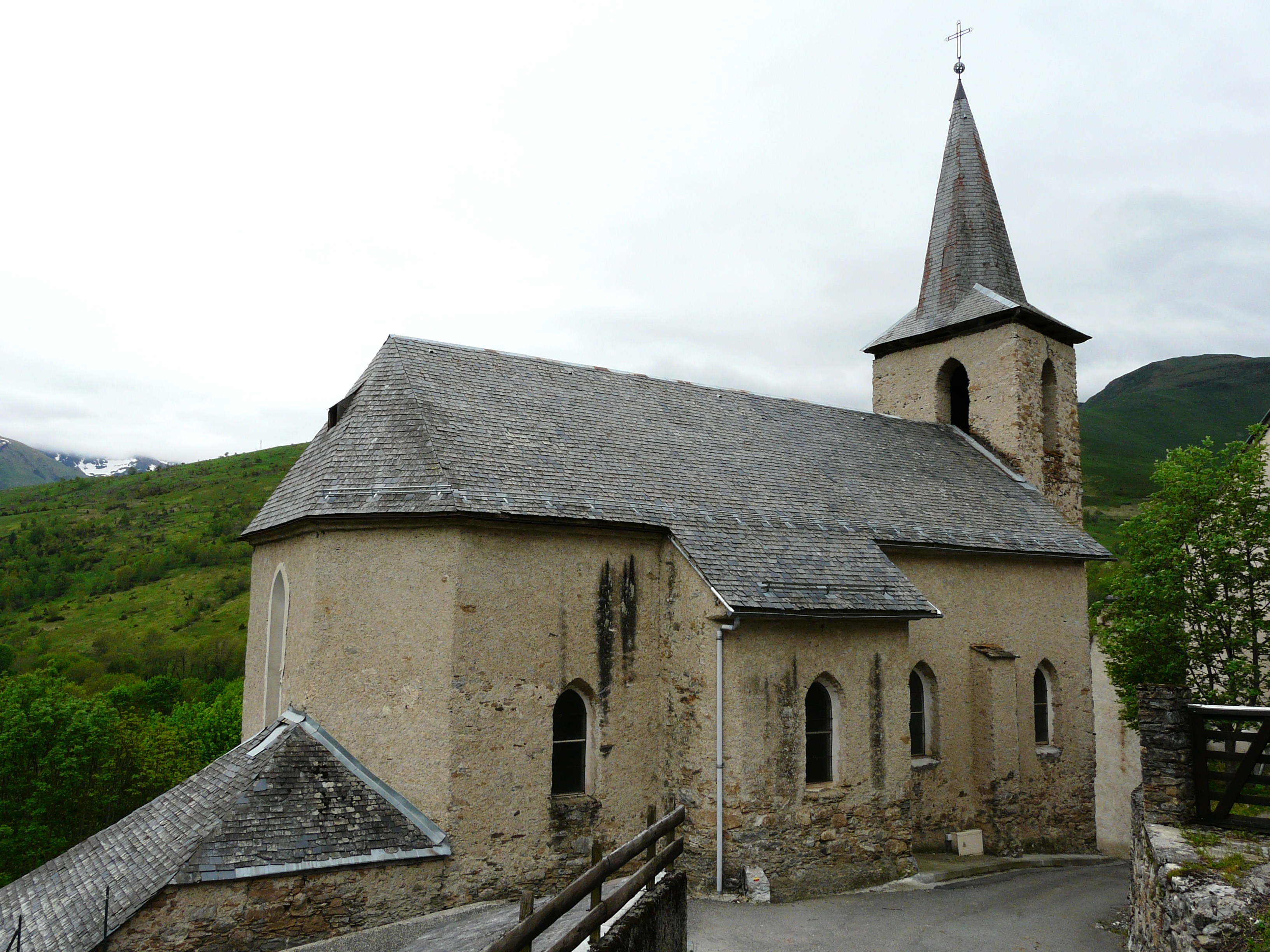
L'église de Portet-de-Luchon.

À l'entrée du village, le site des moulins, sur les bords du ruisseau de Labach est un lieu frais, reposant et tranquille. Les deux moulins, à proximité du pont aux cinq arches qui marque l'entrée du village, étaient encore en service au XIXe siècle et sont à peu près bien conservés. Ils sont l'objet de toutes les attentions de la part de la municipalité en place qui envisage la restauration de l'un d'eux. La pachère, sorte de bief alimentant en eau le moulin d'en bas a été refaite. Ce lieu a aussi bénéficié de quelques aménagements au cours des dernières années : installation d'une table de pique-nique, élargissement du virage du pont avec enrochement et plus récemment renforcement par empierrement des berges du ruisseau pour protéger la route des crues du torrent avec aménagement d'un parking destiné aux randonneurs et utilisateurs des gîtes. Le projet d'aménagement de ce site prévoit la réhabilitation du sentier permettant l'accès piétonnier au village, le dégagement et la restauration des murs de pierre, l'entretien des espaces verts et la création d'un nouveau sentier. Ce sentier passera sous une arche du pont, longera le ruisseau et après le franchissement d'une échelle ou escalier, débouchera derrière l'église et rejoindra les différents sentiers de randonnée traversant le village : la Passéjade, le tour d'Oueil-Larboust et le GR 10 menant au col du Lion et passant par la cabane de Conques.
- L'église Saint-Genest comporte une cloche en bronze datée de 1469, objet classé monument historique le 11 juillet 1942[41]. Un calice, une patène et un ciboire en argent du XVIIe siècle, objets également classés en 1963[42],[43], ont été volés[44].